# Scoglietto di Portoferraio
Scoglietto di Portoferraio este o arie protejată (arie specială de conservare — SAC, sit de importanță comunitară — SCI) din Italia întinsă pe o suprafață de 154 ha, integral marine.

## Localizare
Centrul sitului Scoglietto di Portoferraio este situat la coordonatele 42°49′28″N 10°19′28″E / 42.824505°N 10.324437°E.

## Înființare
Situl Scoglietto di Portoferraio a fost declarat sit de importanță comunitară în octombrie 2011 pentru a proteja 2 specii de animale. Situl a fost protejat și ca arie specială de conservare în decembrie 2016.

## Biodiversitate
Situată în ecoregiunea mediteraneană, aria protejată conține 2 habitate naturale: Straturi cu Posidonia (Posidonion oceanicae), Recifuri.
La baza desemnării sitului se află mai multe specii protejate:
- mamifere (1): delfin mare (Tursiops truncatus)
- reptile (1): Caretta caretta

Pe lângă speciile protejate, pe teritoriul sitului au mai fost identificate 4 specii de plante, 16 specii de nevertebrate, 2 specii de pești.